# 금창태
금창태(琴昌泰, 1938년 ~ 2021년 2월 5일)는 대한민국의 언론인이다. 본관은 봉화이며, 경상북도 안동 출생이다.
안동고등학교, 고려대학교 정치외교학과를 졸업하고, 고려대 언론대학원 최고위 과정을 나왔다. 1965년 중앙일보에 입사해서 사회부장, 편집국장, 편집인, 대표이사, 부회장 등을 지냈다. 중앙일보를 퇴사한 뒤 2003년부터 《시사저널》 사장을 맡고 있다. 2007년부터 《시사저널》, 《일요신문》 등을 발행하는 서울미디어그룹의 부회장이다.

## 상훈
- 2003년 국민훈장 동백장